# معارضة الهجرة

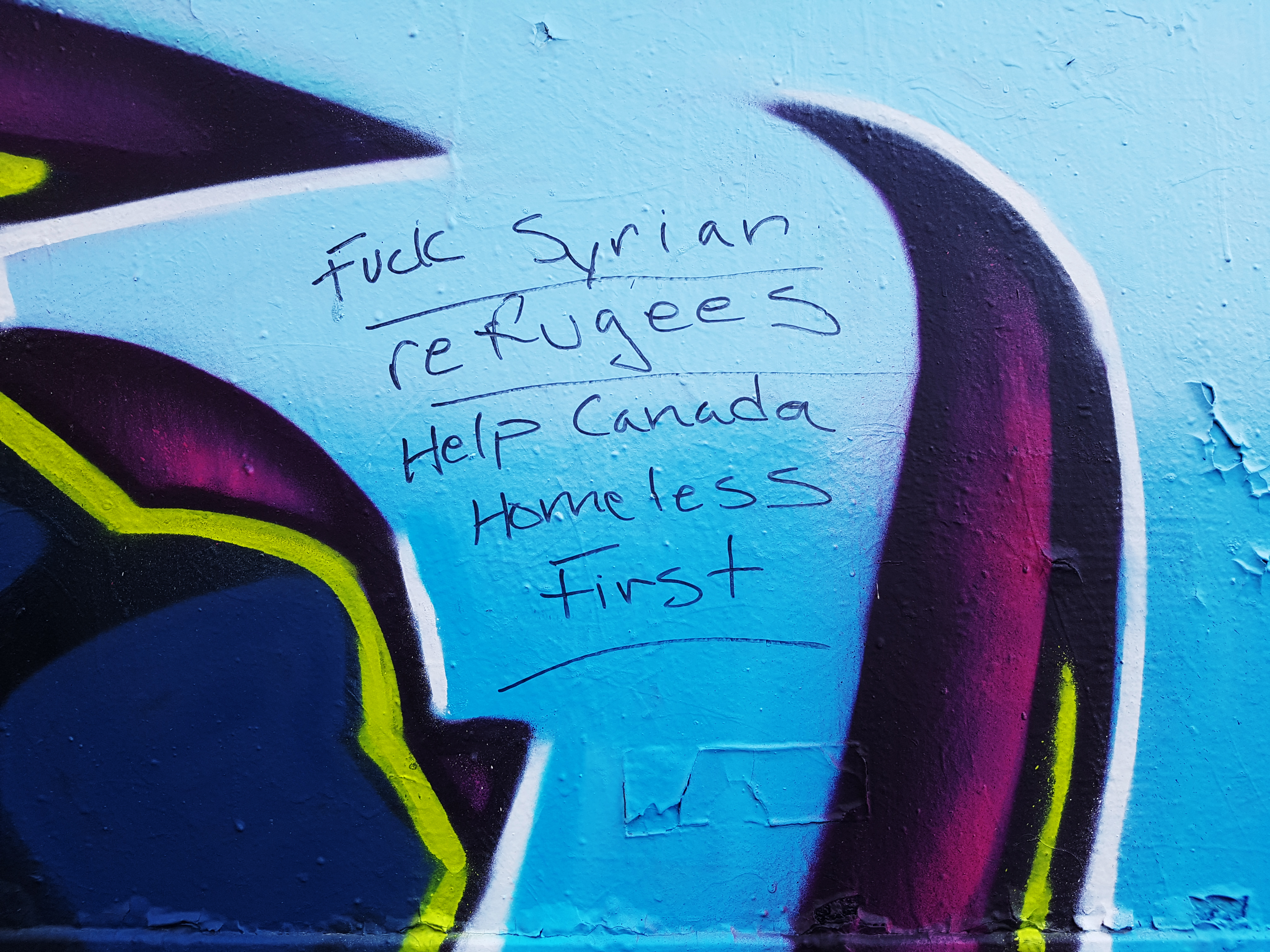
رسم غرافيتي مناهض للهجرة - مونتريال، 24-04-2016

أصبحت معارضة الهجرة، المعروفة أيضًا باسم مناهضة الهجرة، أيديولوجية سياسية مهمة في العديد من البلدان. بالمعنى الحديث، تشير الهجرة إلى دخول الأشخاص من دولة أو إقليم إلى دولة أو إقليم آخر ليسوا مواطنين فيه. تحدث الهجرة غير الشرعية عندما يهاجر الأشخاص إلى بلد ما دون الحصول على إذن رسمي للقيام بذلك. تتراوح معارضة الهجرة من الدعوات إلى إصلاحات الهجرة المختلفة، إلى مقترحات لتقييد الهجرة تمامًا.

## الحجج المناهضة للهجرة

### الهوية الوطنية
كيفية تأثير الهوية الوطنية على المواقف تجاه الهجرة وفيما إذا كانت تؤثر أم لا تتعلق بشكل كبير بالمعاني المرتبطة بهوية وطنية معينة. إذا عُرفت الهوية الوطنية بطريقة إقصائية تستهدف المجموعات الإثنية أو العرقية، أو إذا كانت الأغلبية الإثنية أو العرقية تهيمن على الهياكل السياسية للأمة، فمن المحتمل أن ترتبط تلك الهوية الوطنية بالمواقف المناهضة للهجرة. تشير الأبحاث أيضًا إلى أن الناس يستجيبون بقوة أكبر للنداءات المتعلقة بالهوية الوطنية أكثر مما يستجيبون للاعتبارات الاقتصادية، عندما يُسألون عن القضايا المتعلقة بالهجرة. من المرجح أن يبالغ كل من الأمريكيين والأوروبيين في تقدير عدد المهاجرين في بلدانهم ويفضلون الهجرة الأقل.
وحيثما لا تكون الهوية الوطنية محددة بطريقة تتعارض مع الهوية الإثنية أو العرقية، وحيثما لا تكون هذه الجماعات مستبعدة اجتماعيًا واقتصاديًا، يمكن أن تكون الهوية الوطنية متوافقة مع التنوع الإثني أو العرقي. بل إن الهوية الوطنية يمكن أن تكون عاملًا هامًا للسلام الاجتماعي في الحالات التي توجد فيها انقسامات داخل البلد الواحد. على سبيل المثال، أظهرت دراسة أجريت عام 2015 أن المحتوى التعليمي الذي يؤكد على الوحدة الوطنية لإندونيسيا كان سببًا مهمًا لتحسين العلاقات بين الأعراق والأديان في إندونيسيا في عهد سوهارتو.

### العزلة والانفصال والاستقرار
قد يعزل المهاجرون أنفسهم في مجتمعاتهم الخاصة، ويشكلون مجتمعات منظمة ذاتيًا، أو الغيتو أو مجتمعات موازية حيث يعيشون وفقًا لثقافتهم الخاصة، بدلًا من استيعاب الثقافة المحلية مع تقليل أو تخفيض الاتصال المكاني والاجتماعي والثقافي مع مجتمع الأغلبية الذي هاجروا إليه. يمكن أن تكون هذه الجيوب الإثنية نتيجة رغبة البشر الطبيعية في التواجد حول أشخاص مثلهم. قد لا يتعلمون اللغة المحلية، وقد يقوضون في نهاية المطاف الوحدة الوطنية، فضلًا عن الوحدة الثقافية والدينية للوطن الأصلي. تشير الأبحاث التي أجرتها جينيفر نيل من جامعة ولاية ميشيغان إلى أن الجيوب الإثنية تعزز التماسك الاجتماعي على حساب تقليل التسامح بين المجموعات، ومن أسباب ذلك حجمها واستقلاليتها وقربها. يقترح البعض أيضًا نقل المزيد من السلطة إلى المجتمعات المحلية.

### زيادة المنافسة
تركز الحجج الاقتصادية على التنافس على العمل، والأعباء الأكبر التي قد تفرضها بعض مجموعات المهاجرين على أنظمة الرعاية الاجتماعية، والأنظمة الصحية، والإسكان، والمدارس العامة في الولاية الأصلية. مثلًا: وفر إصلاح قانون الهجرة الصارم في الدنمارك للبلاد 6.7 مليار يورو مقارنة بالنهج السابق الأكثر تساهلًا، وفقًا لتقرير صدر عام 2011 عن وزارة الاندماج الدنماركية.

### المساحة البيئية، والجودة، وندرة الموارد
يعتقد بعض الناس أن هناك مساحة معينة من الأرض اللازمة لإعالة السكان (مساحة بيئية)، على سبيل المثال: تنطوي إعالة استهلاك السكان على امتصاص منتجات النفايات. في هذا المنطق، يقلل المهاجرون، مثل المولود الجديد، من نصيب الفرد من الأرض في البلد الأصلي. تعود هذه الفكرة إلى روبرت مالتوس الذي ادعى ذلك بطريقة مماثلة في أوائل القرن التاسع عشر.
يشعر البعض بالقلق إزاء الزحف العمراني والازدحام، والتغيرات في الحياة البرية والبيئة الطبيعية للدولة، والبصمة الكربونية المتوسعة بسبب الهجرة. علاوة على ذلك، يشعر البعض بالقلق إزاء ندرة موارد الدولة، وتضاؤل احتياطيات المياه، والطاقة، والتربة الفقيرة، والنفايات الصلبة.

### الأمراض
يمكن للمهاجرين (والتحركات عبر الحدود عمومًا) جلب الأمراض المعدية غير المألوفة للسكان الأصليين من بلدانهم الأصلية، والتي يعتبرها البعض تهديدًا ذا أهمية في معارضة الهجرة.
هناك تاريخ من الجماعات المتعصبة للبيض مثل كو كلوكس كلان التي تبالغ في تضخيم أو تلفيق العلاقة بين المهاجرين والأمراض المعدية من أجل تأجيج المشاعر المعادية للمهاجرين.

### جريمة المهاجرين
غالبًا ما يزعم معارضو الهجرة أن المهاجرين يساهمون في ارتفاع معدلات الجريمة، لكن الأبحاث تشير إلى أن الناس يميلون إلى المبالغة في تقدير العلاقة بين الهجرة والإجرام. تقدم الأدبيات الأكاديمية نتائج مختلطة للعلاقة بين الهجرة والجريمة في جميع أنحاء العالم، لكنها وجدت بالنسبة للولايات المتحدة أن الهجرة إما ليس لها أي تأثير على معدل الجريمة أو أنها تقلل من معدل الجريمة.

### الوحدة العسكرية
يمكن العثور على بعض المخاوف المتعلقة بالهجرة في الولاء العسكري المتصور، خاصة إذا انخرط بلد النزوح في حرب مع بلد الهجرة أو إذا وجدت الدولة نفسها بحاجة إلى التجنيد الإجباري.

### الرحلات الخطرة
الهجرة غير المصرح بها أو غير النظامية يمكن أن تعرض المهاجرين للعديد من المخاطر، بما في ذلك التعرض لبيئات قاسية، ونقص الغذاء والماء، والعنف من المهربين والسلطات. منذ عام 2014، مات أكثر من 4000 شخص كل عام على طرق الهجرة في جميع أنحاء العالم، ومن المرجح أن يكون هذا تقديرًا منخفضًا نظرًا لعدم تسجيل العديد من الوفيات مطلقًا.
قد يؤدي تقييد الهجرة بصرامة، وإعلان هذه القيود للمهاجرين المحتملين إلى منعهم من القيام بمثل هذه الرحلات الخطرة. في الولايات المتحدة، عمدت سياسة دوريات الحدود (المنع من خلال الردع) إلى تحويل المهاجرين إلى المناطق النائية حيث من المرجح أن يواجهوا مخاطر تهدد حياتهم.

### استيراد الثقافة
يجلب المهاجرون ثقافتهم معهم. إن تفكير المهاجرين ومعاييرهم وممارساتهم وعاداتهم وقيمهم تشكل وتوسع وتؤثر على ثقافة البلد الأصلي (الثقافة الرائدة). قد لا يرغب بعض السكان الأصليين ببعض هذه الامتدادات والتأثيرات، لأسباب قد تشمل الممارسات التي تعتبر أقل تحضرًا، والقيود وكذلك الاصطدام مع قواعد وقوانين وقيم البلد الأصلي عمومًا.

### تكاليف الرعاية
غالبًا ما يذكر معارضو الهجرة أن للمهاجرين تأثيرًا سلبيًا صافيًا على الخزائن العامة ويرجع ذلك أساسًا إلى توفير الرعاية الطبية والرعاية الاجتماعية.
هناك عوامل مختلفة تؤثر على تأثير المهاجرين على الخزينة العامة للأمة واستخدامهم للرعاية الاجتماعية. في حين يمكن للمهاجرين تحسين نظام الرعاية الاجتماعية للدولة من خلال، مثلًا، مواجهة شيخوخة السكان، فقد يكون تأثيرهم الاقتصادي الصافي سلبيًا أيضًا. يقول جورج بورجاس، أستاذ الاقتصاد في كلية كينيدي الحكومية بجامعة هارفارد، إنه «كلما كان المهاجر غير ماهر، زاد احتمال كونه عبئًا ماليًا». يتمتع المهاجرون ذوو المهارات العالية بآفاق سوق عمل أفضل من أولئك المقبولين على أساس روابط القرابة أو لأسباب إنسانية. يعتمد أيضًا على فترات عمل المهاجرين، وأجورهم، وأعمارهم، ونظام الاندماج في البلاد.

### الأضرار التي لحقت بموطن المهاجرين
يجادل بعض معارضي الهجرة بأن هجرة الأفراد ذوي المهارات العالية أو المتعلمين جيدًا قد تضر ببلدانهم الأصلية، والتي يمكن أن تستفيد منهم وتؤسس اقتصادهم وتحسن نظامهم الاجتماعي والسياسي. ومع ذلك، ما يزال مفهوم «هجرة الأدمغة» هذا غير مدعوم إلى حد كبير في الأدبيات الأكاديمية. وفقًا للخبير الاقتصادي ميخائيل كليمنس، لم يتضح أن القيود المفروضة على هجرة ذوي المهارات العالية تقلل من حالات العجز في بلدان المنشأ. وفقًا لخبير التنمية الاقتصادي جاستن سانديفور، «لا توجد دراسة... تظهر أي دليل تجريبي على أن قيود الهجرة قد ساهمت في التنمية». يصف هاين دي هاس، أستاذ علم الاجتماع بجامعة أمستردام، هجرة الأدمغة بأنها «مغالطة». تشير الأبحاث إلى أن الهجرة (سواء من ذوي المهارات المنخفضة أو العالية) مفيدة للبلدان الموفدة من حيث الاقتصاد، والتعليم، والديمقراطية الليبرالية.
الحوالات لها تأثير كبير على الاقتصادات النامية في العالم حيث تذهب غالبية الحوالات، 441 مليار دولار في عام 2015، إلى الدول النامية. وهذا المبلغ يقارب ثلاثة أضعاف مبلغ 131 مليار دولار للمساعدة الإنمائية الرسمية العالمية. بالنسبة للعديد من الدول النامية، تشكل الحوالات التي تتلقاها جزءًا كبيرًا من اقتصاداتها، وتتلقى في كثير من الأحيان أكثر من 10% من ناتجها المحلي الإجمالي في شكل حوالات كل عام. من منظور الاقتصاد الكلي، لا توجد علاقة حاسمة بين الحوالات ونمو الناتج المحلي الإجمالي. في حين أن الحوالات يمكن أن تعزز الطلب الكلي وبالتالي تحفز النشاط الاقتصادي، تشير أبحاث أخرى إلى أن الحوالات قد يكون لها أيضًا آثار سلبية على الاقتصاد الكلي من خلال زيادة التفاوت في الدخل وتقليل المعروض من العمالة بين البلدان المتلقية.